# AJ Fonte Bastardo w europejskich pucharach
AJ Fonte Bastardo w europejskich pucharach występował ośmiokrotnie. Za każdym razem startował w Pucharze Challenge.

## Lista spotkań w europejskich pucharach

### Puchar Challenge 2008/2009
| Runda       | Data       | Miejsce spotkania | Przeciwnik                  | Wynik spotkania                         |
| ----------- | ---------- | ----------------- | --------------------------- | --------------------------------------- |
| I runda     | 11.10.2008 | Praia da Vitória  | Studentski Centar Podgorica | 3:1 (23:25, 25:15, 25:15, 25:12)        |
| I runda     | 13.10.2008 | Praia da Vitória  | Studentski Centar Podgorica | 3:0 (25:13, 25:14, 25:20)               |
| II runda    | 04.11.2008 | Praia da Vitória  | MOK Zagrzeb                 | 3:0 (25:22, 30:28, 25:20)               |
| II runda    | 13.11.2008 | Zagrzeb           | MOK Zagrzeb                 | 2:3 (26:24, 23:25, 18:25, 25:22, 11:15) |
| 1/16 finału | 10.12.2008 | Jastrzębie-Zdrój  | Jastrzębski Węgiel          | 2:3 (25:22, 24:26, 16:25, 25:22, 7:15)  |
| 1/16 finału | 17.12.2008 | Praia da Vitória  | Jastrzębski Węgiel          | 0:3 (20:25, 19:25, 24:26)               |

### Puchar Challenge 2011/2012
| Runda       | Data       | Miejsce spotkania | Przeciwnik            | Wynik spotkania                         |
| ----------- | ---------- | ----------------- | --------------------- | --------------------------------------- |
| II runda    | 13.12.2011 | Praia da Vitória  | evivo Düren           | 3:0 (25:20, 25:22, 26:24)               |
| II runda    | 20.12.2011 | Düren             | evivo Düren           | 3:2 (25:27, 25:19, 25:21, 19:25, 15:13) |
| 1/16 finału | 11.01.2012 | Praia da Vitória  | Tytan AZS Częstochowa | 0:3 (22:25, 22:25, 25:27)               |
| 1/16 finału | 18.01.2012 | Częstochowa       | Tytan AZS Częstochowa | 1:3 (25:21, 17:25, 23:25, 23:25)        |

### Puchar Challenge 2012/2013
| Runda    | Data       | Miejsce spotkania | Przeciwnik        | Wynik spotkania                        |
| -------- | ---------- | ----------------- | ----------------- | -------------------------------------- |
| II runda | 13.11.2012 | Praia da Vitória  | Hurrikaani-Loimaa | 2:3 (25:22, 23:25, 13:25, 25:17, 9:15) |
| II runda | 22.11.2012 | Loimaa            | Hurrikaani-Loimaa | 1:3 (23:25, 22:25, 34:32, 20:25)       |

### Puchar Challenge 2013/2014
| Runda    | Data       | Miejsce spotkania | Przeciwnik             | Wynik spotkania                        |
| -------- | ---------- | ----------------- | ---------------------- | -------------------------------------- |
| II runda | 05.11.2013 | Praia da Vitória  | VC Euphony Asse-Lennik | 2:3 (25:23, 25:22, 22:25, 25:27, 9:15) |
| II runda | 27.11.2013 | Zellik            | VC Euphony Asse-Lennik | 0:3 (21:25, 22:25, 23:25)              |

### Puchar Challenge 2014/2015
| Runda       | Data       | Miejsce spotkania | Przeciwnik                 | Wynik spotkania                         |
| ----------- | ---------- | ----------------- | -------------------------- | --------------------------------------- |
| II runda    | 05.11.2014 | Praia da Vitória  | Chaumont VB 52 Haute-Marne | 3:1 (16:25, 25:21, 28:26, 27:25)        |
| II runda    | 18.11.2014 | Chaumont          | Chaumont VB 52 Haute-Marne | 2:3 (25:21, 15:25, 25:17, 25:27, 7:15)  |
| 1/16 finału | 03.12.2014 | Brno              | Volejbal Brno              | 3:0 (25:18, 25:16, 25:21)               |
| 1/16 finału | 18.12.2014 | Praia da Vitória  | Volejbal Brno              | 3:0 (25:15, 25:12, 25:20)               |
| 1/8 finału  | 15.01.2015 | Lizbona           | SL Benfica                 | 2:3 (25:17, 25:21, 35:37, 19:25, 13:15) |
| 1/8 finału  | 21.01.2015 | Praia da Vitória  | SL Benfica                 | 0:3 (23:25, 22:25, 22:25)               |

### Puchar Challenge 2015/2016
| Runda    | Data       | Miejsce spotkania | Przeciwnik        | Wynik spotkania                  |
| -------- | ---------- | ----------------- | ----------------- | -------------------------------- |
| II runda | 11.11.2015 | Włochy            | Calzedonia Werona | 0:3 (21:25, 20:25, 13:25)        |
| II runda | 18.11.2015 | Praia da Vitória  | Calzedonia Werona | 1:3 (15:25, 11:25, 27:25, 21:25) |

### Puchar Challenge 2016/2017
| Runda       | Data       | Miejsce spotkania | Przeciwnik              | Wynik spotkania                  |
| ----------- | ---------- | ----------------- | ----------------------- | -------------------------------- |
| II runda    | 09.11.2016 | Førde             | Førde VBK               | 3:1 (25:21, 25:13, 28:30, 27:25) |
| II runda    | 23.11.2016 | Praia da Vitória  | Førde VBK               | 3:0 (25:21, 25:23, 25:11)        |
| 1/16 finału | 14.12.2016 | Praia da Vitória  | Tricolorul LMV Ploeszti | 3:1 (24:26, 25:13, 25:22, 26:24) |
| 1/16 finału | 21.12.2016 | Ploeszti          | Tricolorul LMV Ploeszti | 1:3 (22:25, 22:25, 25:23, 13:25) |
| 1/16 finału | 21.12.2016 | Ploeszti          | Tricolorul LMV Ploeszti | złoty set: 15:12                 |
| 1/8 finału  | 18.01.2017 | Praia da Vitória  | Galatasaray HDI Sigorta | 0:3 (23:25, 14:25, 15:25)        |
| 1/8 finału  | 02.02.2017 | Stambuł           | Galatasaray HDI Sigorta | 0:3 (26:28, 22:25, 23:25)        |

### Puchar Challenge 2017/2018
| Runda       | Data       | Miejsce spotkania | Przeciwnik     | Wynik spotkania                  |
| ----------- | ---------- | ----------------- | -------------- | -------------------------------- |
| 1/16 finału | 07.12.2017 | Baku              | Lokomotiv Baku | 1:3 (23:25, 25:21, 26:28, 20:25) |
| 1/16 finału | 20.12.2017 | Praia da Vitória  | Lokomotiv Baku | 3:0 (25:13, 25:20, 25:13)        |
| 1/16 finału | 20.12.2017 | Praia da Vitória  | Lokomotiv Baku | złoty set: 23:25                 |

### Puchar Challenge 2018/2019
| Runda       | Data       | Miejsce spotkania | Przeciwnik               | Wynik spotkania                         |
| ----------- | ---------- | ----------------- | ------------------------ | --------------------------------------- |
| 1/16 finału | 29.11.2018 | Praia da Vitória  | Volejbal Brno            | 3:1 (25:16, 25:23, 23:25, 25:11)        |
| 1/16 finału | 06.12.2018 | Brno              | Volejbal Brno            | 3:1 (31:29, 20:25, 25:20, 25:15)        |
| 1/8 finału  | 19.12.2018 | Praia da Vitória  | Draisma Dynamo Apeldoorn | 3:0 (25:19, 25:19, 26:24)               |
| 1/8 finału  | 17.01.2019 | Apeldoorn         | Draisma Dynamo Apeldoorn | 3:1 (21:25, 25:19, 25:18, 25:20)        |
| 1/4 finału  | 29.01.2019 | Lizbona           | Sporting CP              | 0:3 (33:35, 20:25, 22:25)               |
| 1/4 finału  | 13.02.2019 | Praia da Vitória  | Sporting CP              | 3:2 (17:25, 22:25, 25:23, 25:20, 15:13) |

### Puchar Challenge 2019/2020
| Runda        | Data       | Miejsce spotkania | Przeciwnik       | Wynik spotkania                  |
| ------------ | ---------- | ----------------- | ---------------- | -------------------------------- |
| Kwalifikacje | 13.11.2019 | Praia da Vitória  | Rennes Volley 35 | 0:3 (18:25, 22:25, 23:25)        |
| Kwalifikacje | 27.11.2019 | Rennes            | Rennes Volley 35 | 1:3 (27:29, 23:25, 25:21, 22:25) |

### Puchar Challenge 2020/2021
| Runda       | Data       | Miejsce spotkania | Przeciwnik            | Wynik spotkania                        |
| ----------- | ---------- | ----------------- | --------------------- | -------------------------------------- |
| 1/16 finału | 11.11.2020 | Ankara            | Ziraat Bankası Ankara | 1:3 (23:25, 25:23, 18:25, 21:25)       |
| 1/16 finału | 13.11.2020 | Ankara            | Ziraat Bankası Ankara | 3:2 (25:23, 21:25, 27:25, 22:25, 15:9) |

### Puchar Challenge 2021/2022
| Runda       | Data       | Miejsce spotkania | Przeciwnik         | Wynik spotkania                        |
| ----------- | ---------- | ----------------- | ------------------ | -------------------------------------- |
| 1/16 finału | 01.12.2021 | Peć               | KV Peja            | 3:0 (25:20, 25:15, 25:14)              |
| 1/16 finału | 08.12.2021 | Praia da Vitória  | KV Peja            | 3:0 (25:14, 25:14, 25:13)              |
| 1/8 finału  | 12.01.2022 | Saloniki          | PAOK Saloniki      | 3:1 (25:23, 24:26, 25:23, 27:25)       |
| 1/8 finału  | 19.01.2022 | Praia da Vitória  | PAOK Saloniki      | 3:1 (22:25, 25:15, 25:18, 25:19)       |
| Ćwierćfinał | 02.02.2022 | Praia da Vitória  | ACH Volley Lublana | 2:3 (25:23, 19:25, 26:24, 21:25, 6:15) |
| Ćwierćfinał | 09.02.2022 | Lublana           | ACH Volley Lublana | 1:3 (9:25, 29:27, 22:25, 21:25)        |

## Bilans spotkań

### sezon po sezonie
| Sezon     | Puchar           | Osiągnięcie  | Mecze         | Mecze   | Mecze   | Sety         | Sety    | Sety      |
| Sezon     | Puchar           | Osiągnięcie  | Liczba meczów | Wygrane | Porażki | Liczba setów | Wygrane | Przegrane |
| --------- | ---------------- | ------------ | ------------- | ------- | ------- | ------------ | ------- | --------- |
| 2008/2009 | Puchar Challenge | 1/16 finału  | 6             | 3       | 3       | 23           | 13      | 10        |
| 2011/2012 | Puchar Challenge | 1/16 finału  | 4             | 2       | 2       | 15           | 7       | 8         |
| 2012/2013 | Puchar Challenge | II runda     | 2             | 0       | 2       | 9            | 3       | 6         |
| 2013/2014 | Puchar Challenge | II runda     | 2             | 0       | 2       | 8            | 2       | 6         |
| 2014/2015 | Puchar Challenge | 1/8 finału   | 6             | 3       | 3       | 23           | 13      | 10        |
| 2015/2016 | Puchar Challenge | II runda     | 2             | 0       | 2       | 7            | 1       | 6         |
| 2016/2017 | Puchar Challenge | 1/8 finału   | 6             | 3       | 3       | 22           | 11      | 11        |
| 2017/2018 | Puchar Challenge | 1/16 finału  | 2             | 1       | 1       | 8            | 4       | 4         |
| 2018/2019 | Puchar Challenge | 1/4 finału   | 6             | 4       | 2       | 23           | 15      | 8         |
| 2019/2020 | Puchar Challenge | Kwalifikacje | 2             | 0       | 2       | 7            | 1       | 6         |
| Razem     | Razem            | Razem        | 38            | 16      | 22      | 145          | 70      | 75        |

### według rozgrywek
| Puchar           | Mecze         | Mecze   | Mecze   | Sety         | Sety    | Sety      |
| Puchar           | Liczba meczów | Wygrane | Porażki | Liczba setów | Wygrane | Przegrane |
| ---------------- | ------------- | ------- | ------- | ------------ | ------- | --------- |
| Puchar Challenge | 30            | 12      | 18      | 115          | 54      | 61        |
| Razem            | 30            | 12      | 18      | 115          | 54      | 61        |